# Araneus gemmoides
Araneus gemmoides är en spindelart som beskrevs av Chamberlin och Ivie 1935. Araneus gemmoides ingår i släktet Araneus och familjen hjulspindlar. Inga underarter finns listade i Catalogue of Life.

## Bildgalleri

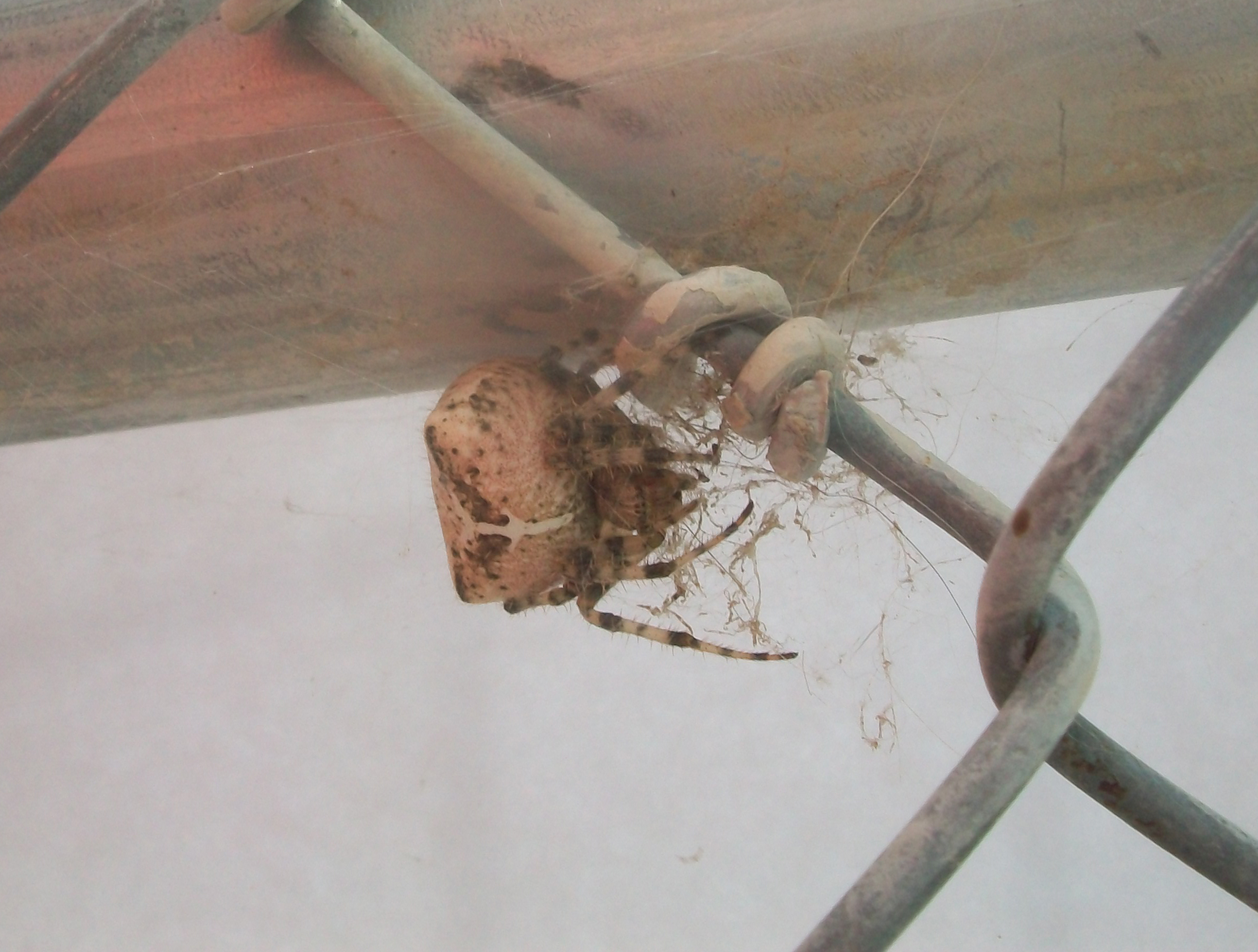
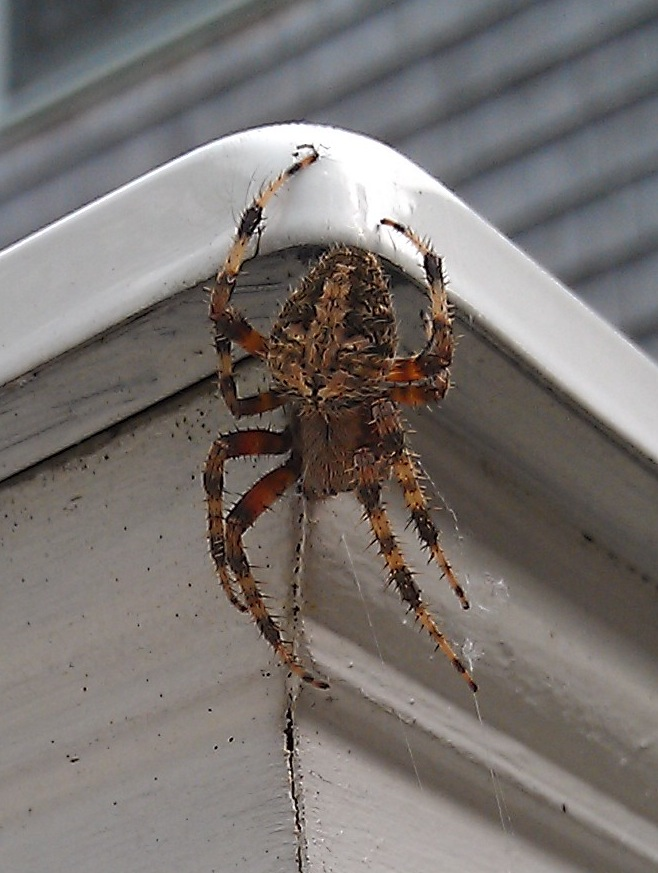